# Ростовский государственный медицинский университет
Ростовский государственный медицинский университет — высшее учебное заведение города Ростова-на-Дону, крупнейший базовый учебный, научный и лечебный центр на юге России.

## История
В 1915 году на базе Варшавского русского университета создается медицинский факультет. В 1920 году на факультете состоялся первый выпуск 295 врачей. В последующем медицинский факультет Северо-Кавказского университета был объединен с Ростовским женским медицинским институтом. Распоряжением Наркомпроса и постановление ЦИК и СНК СССР от 10 октября 1930 года был создан медицинский институт.
В 1980 году медицинский институт был награждён орденом Дружбы народов за заслуги в деле подготовки кадров для более 60 стран Африки, Азии и Латинской Америки. В 1994 году медицинский институт преобразован в Ростовский государственной медицинский университет.
Названия университета:
- 1915—1930 — медицинский факультет Варшавского университета;
- 1930—1965 — Ростовский-на-Дону Медицинский Институт (РМИ);
- 1965—1980 — Ростовский государственный медицинский институт (РГМИ);
- 1980—1994 — Ростовский Ордена Дружбы народов медицинский институт (РОДНМИ);
- с 1994 — Ростовский государственный медицинский университет (РостГМУ).

## Структура

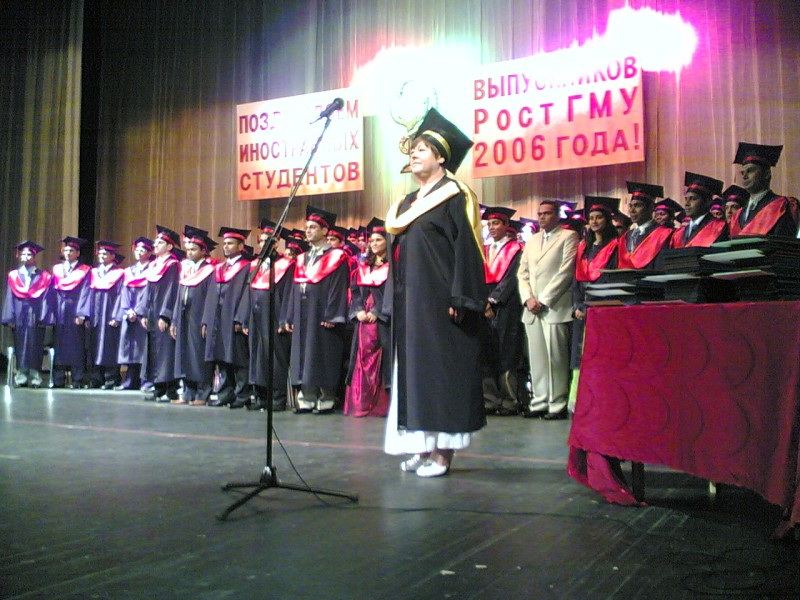
Факультет для иностранных студентов

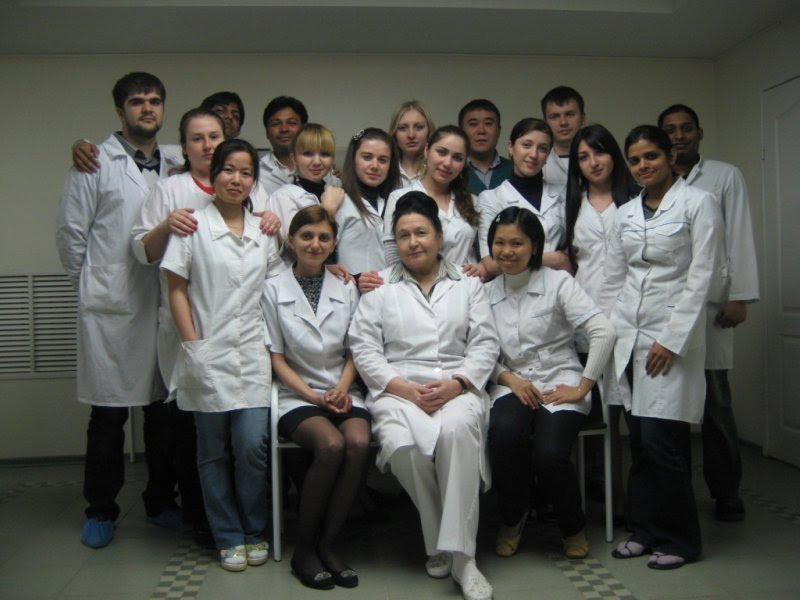
Педиатрический факультет

Памятная доска Н. А. Рожанскому

В университете 11 факультетов и медицинский колледж, готовят студентов по программам среднего и высшего профессионального образования, многопрофильная клиника, научно-исследовательские институты, научные центры и проблемные лаборатории.
В вузе ежегодно обучается не менее 7000 студентов. На факультете повышения квалификации и профессиональной переподготовки специалистов — 7000 слушателей. Ежегодно свыше 650 человек проходят обучение в интернатуре, ординатуре, аспирантуре.
В университете существует 91 кафедра, на которой работает свыше 800 человек профессорско-преподавательского состава, из них более 130 докторов наук, профессоров, около 500 кандидатов наук.
Университет располагает собственной медицинской клиникой. Клиника имеет стационар на 860 коек, включающий 20 специализированных отделений, 18 лечебно-диагностических подразделений, 17 клинических кафедр, сотрудники которых выполняют лечебную, консультативную и педагогическую работу.
Ряд зданий университета имеет статус объектов культурного наследия: административный корпус Ростовского (Варшавского) университета и комплекс Николаевской городской больницы.

## Ректорат
В разное время Ростовский государственный медицинский университет возглавляли:
- Алексей Ильич Лихачёв (1930—1935);
- Мкртыч Мартиросович Гардашьян (1935—1937);
- Николай Николаевич Корганов (1937—1938, 1944—1945);
- Миронов Александр Иванович (1938—1942);
- Куликов Леонид Александрович (1945—1950);
- Григорий Сергеевич Ивахненко (1950—1956);
- Евгений Михайлович Губарев (1956—1959);
- Петр Петрович Коваленко (1959—1963);
- Юрий Дмитриевич Рыжков (1963—1980);
- Николай Николаевич Каркищенко (1980—1986);
- Виктор Николаевич Чернышов (1986—2009);
- Алексей Алексеевич Сависько (2009—2011);
- Сергей Владимирович Шлык (2012—2024).